# Rugby Africa Women's Cup 2024
Rugby Africa Women's Cup 2024 fu la 4ª edizione della Coppa d'Africa di rugby a 15 femminile per squadre nazionali.
Si tenne tra il 4 e il 12 maggio 2024 a girone unico ad Antananarivo tra le stesse quattro squadre dell'edizione precedente, ovvero il Sudafrica campione uscente, il Madagascar Paese organizzatore, il Camerun e il Kenya.
Il torneo servì da qualificazione diretta alla Coppa del Mondo 2025; alla squadra vincitrice, infatti, era riservato l'accesso alla competizione mondiale in Inghilterra, oltre che l'ammissione al WXV 2 2024.
Alla seconda classificata fu riservato un piazzamento nel WXV 3 2024 con possibilità di concorrere a un posto alla Coppa del Mondo.
Ad aggiudicarsi il torneo, che si tenne interamente allo stadio Makis della capitale Antananarivo, fu il Sudafrica che vinse a punteggio pieno e si qualificò alla Coppa del Mondo; alle sue spalle il Madagascar che invece fu ammesso al WXV 3 di quell'anno.
Il valore delle marcature, come stabilito da World Rugby nel 2017, è: 5 punti per ciascuna meta (7 se trasformata), 7 punti per la meta tecnica, 3 punti per la realizzazione di ciascun calcio piazzato, idem per il drop.

## Squadre partecipanti
- Camerun
- Kenya
- Madagascar
- Sudafrica

## Risultati

### 1ª giornata
| Arbitro: | Julie Randriarimanana |

|                                                                          |    |  |
| Gwala 12’, 26’, 33’ Ubisi 46’ Grain 51’ Samboya 56’, 60’, 65’ Ngwevu 72’ | mt |  |
| Zulu 12’, 33’, 51’, 56’, 65’                                             | tr |  |

| Arbitro: | Bineta Sene |

|                                    |    |                                                                                |
| Ayesa 7’ Awino 18’, 67’ Otieno 51’ | mt | 40’, 80+4’ Hanitriniaina 45’ Fenohasina 59’ Razanakiniaina 64’ Rasoanandrasana |
| Ochieng 7’                         | tr | 59’, 80+4’ Razanamahefa                                                        |

### 2ª giornata
| Arbitro: | Adéle Robert |

|                                                                                             |    |            |
| Dumke 5’ Mdletshe 16’, 28’ Cilliers 20’, 31’, 50’ Ubisi 38’ Mabenge 43’, 80’ Gwala 61’, 74’ | mt | 35’ Otieno |
| Cilliers 20’, 38’, 50’, 61’                                                                 | tr |            |

| Arbitro: | Mélissa Lebœuf |

|                                  |    |          |
| Razanamahefa 19’ Rasoanekena 61’ | mt | 37’ Mbuh |
| Rahariravaka 19’                 | tr |          |

### 3ª giornata
| Arbitro: | Julie Randriarimanana |

|                                                      |      |                      |
| Otieno 19’, 52’ Awino 28’, 46’ Achieng 35’ Livoi 80’ | mt   | 30’ Nsie 71’ Nkouane |
| Omosso 19’, 35’, 52’                                 | tr   | 30’ Ndingo 71’ Mouto |
| Ocheng 11’                                           | c.p. | 63’ Ndingo           |

| Arbitro: | Mélissa Lebœuf |

|                                                                           |    |                                                       |
| Grain 10’ Dumke 15’, 45’ Mdletshe 21’, 24’ Cilliers 40’, 66’ Ntoyanto 72’ | mt | 28’ Rakotoarison 69’ Razafiarisoa 77’ Rasoanandrasana |
| Cilliers 10’, 45’                                                         | tr | 77’ Razanamahefa                                      |

## Classifica
| Pos | Squadra    | G | V | N | P | PF  | PS  | DP   | BMP | Pt |
| --- | ---------- | - | - | - | - | --- | --- | ---- | --- | -- |
| 1   | Sudafrica  | 3 | 3 | 0 | 0 | 164 | 22  | +142 | 3   | 15 |
| 2   | Madagascar | 3 | 2 | 0 | 1 | 58  | 73  | −15  | 1   | 9  |
| 3   | Kenya      | 3 | 1 | 0 | 2 | 66  | 109 | −43  | 2   | 6  |
| 4   | Camerun    | 3 | 0 | 0 | 3 | 22  | 106 | −84  | 1   | 1  |